# 보리차

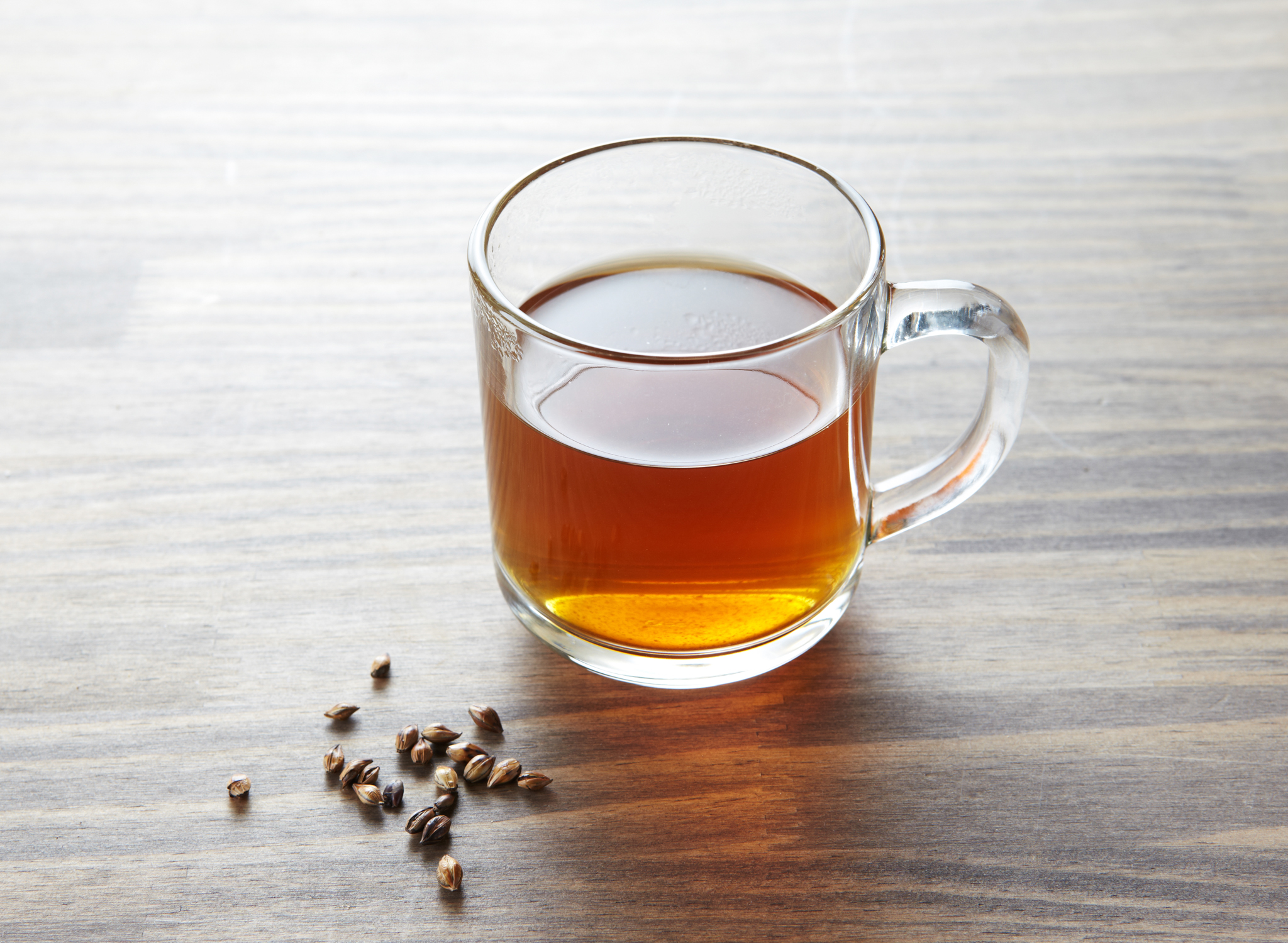
보리차

보리차(영어: barley tea)는 볶은 겉보리를 넣고 끓인 차이다. 경상도에서는 오찻물, 혹은 오찬물이라고도 한다.고소한 맛이 나는 전통차로서 맥다(麥茶)나 맥차(麥茶)라고도 부른다. 한국·중국·일본 등에서 주로 마신다. 한국에서는 한 해 내내 찬 물이나 뜨거운 물 대신 마시고, 일본에서는 주로 여름에 찬 음료로 마신다.

## 만들기
약불에 겉보리를 껍질이 탈 듯 말 듯한 정도로 볶은 다음, 팔팔 끓는 물에 넣고 중불에서 끓여 만든다. 시판하는 티백을 사용하기도 한다. 끓인 다음에는 바로 식혀야 향이 좋다. 편의점이나 자판기에서 플라스틱 병에 담긴 보리차를 사 마시기도 한다.

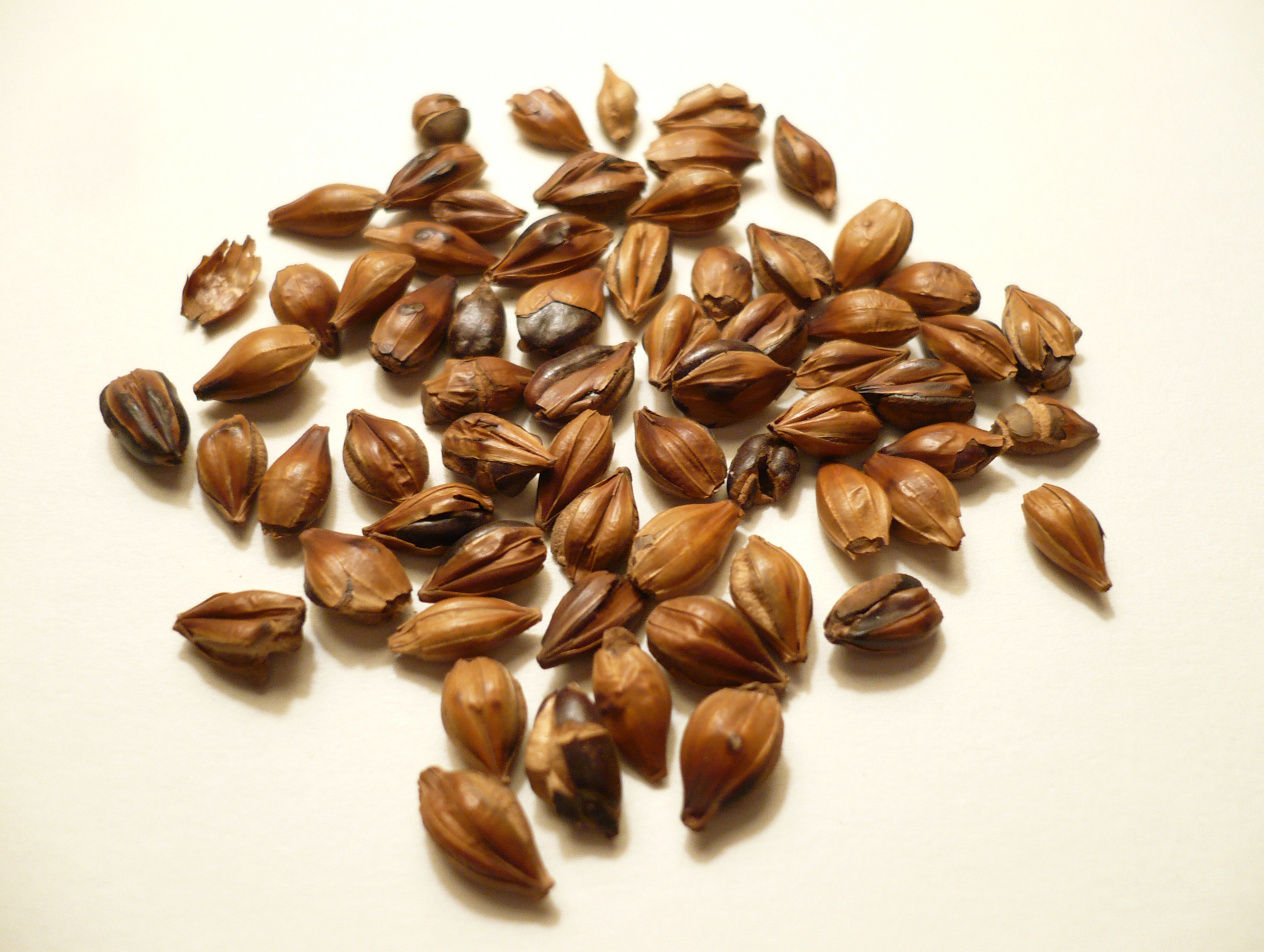
볶은 겉보리
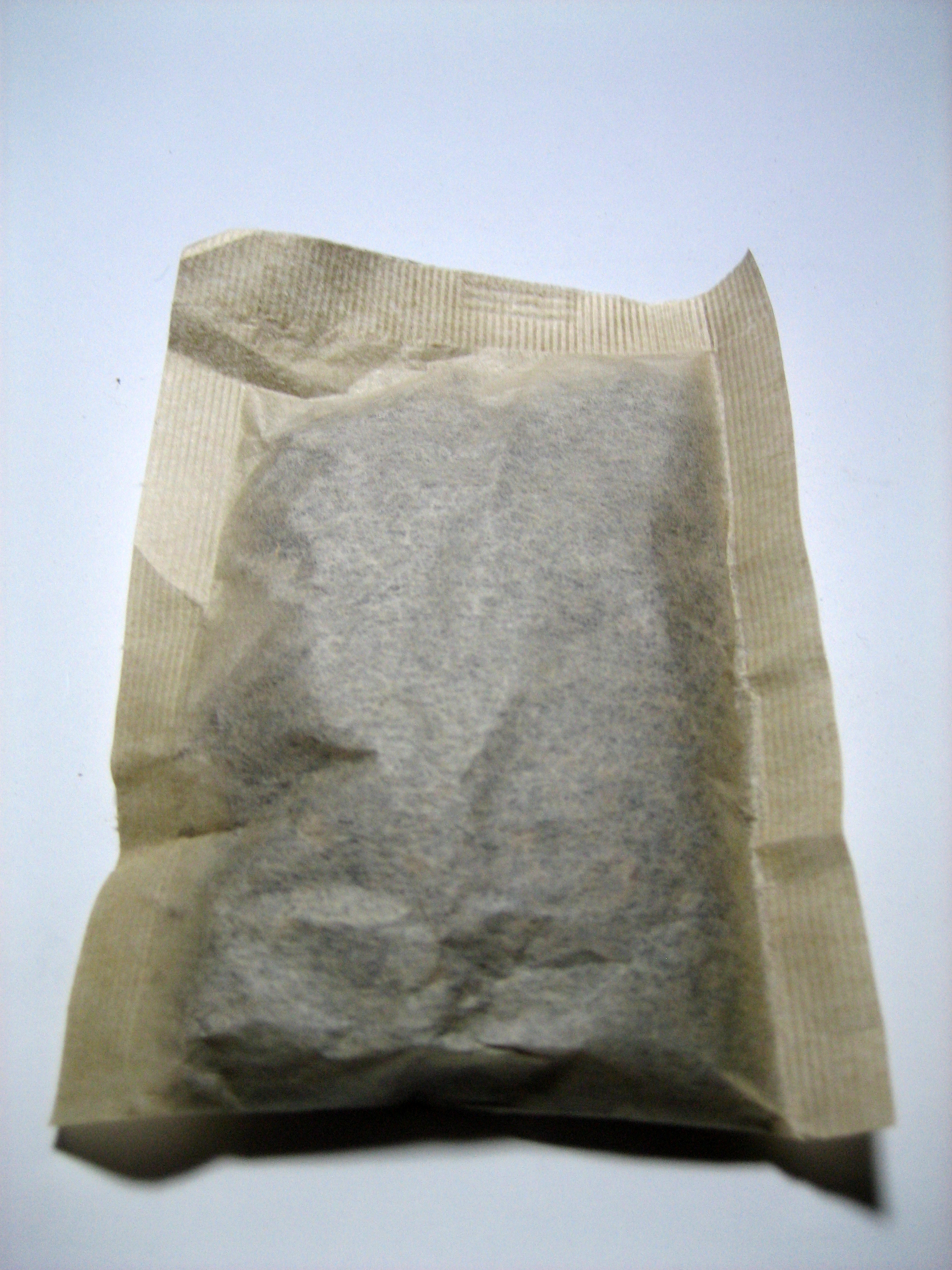
보리차 티백

## 팁
- SBS의 좋은 아침에 따르면, 5·10·10 법칙을 원칙에 의거하여 먼저 물이 5분 정도 더 팔팔 끓이게 되면, 보리차나 현미차 티백을 투입하여 10분 정도 더 팔팔 끓인 뒤 불을 끈다. 불을 끈 다음 10분 정도 우려낸 다음 내용물을 건져야 한다. 그래야 중금속, 노폐물 등이 모두 없어진다.[1]

## 같이 보기
- 보리 커피(카페 도르조)
  - 디카페인
  - 커피 대용품
- 현미차
- 옥수수차
- 녹차